# Half Written Story
Half Written Story é o segundo extended play (EP) da cantora americana Hailee Steinfeld, lançado em 8 de maio de 2020 através da Republic Records. É o primeiro lançamento de Steinfeld desde seu EP de estreia Haiz, lançado em novembro de 2015. O EP é procedido por dois singles, "Wrong Direction" e "I Love You's".

## Antecedentes e gravação
Após o lançamento de Haiz, Steinfeld começou a gravar novas músicas para um álbum em janeiro de 2017, enquanto filmava Pitch Perfect 3. Naquele ano, Steinfeld lançou os singles "Most Girls" e "Let Me Go", que deveriam fazer parte do álbum. Em março de 2018, Steinfeld confirmou que estava finalizando seu álbum e pretendia lançá-lo em 2018. Em dezembro, depois que o álbum não foi lançado, Steinfeld confirmou que, depois de terminar de filmar Dickinson (série original do Apple TV+ na qual ela interpreta a poetisa Emily Dickinson) em janeiro de 2019, ela estaria "terminando o que começou".
A atriz e cantora pop havia terminado recentemente de filmar a temporada de estreia de Dickinson, quando começou a compor músicas sobre fim de relacionamento. Nas sessões de gravação no estúdio, a artista sentiu que estava incorporando a personagem. “Estava passando por muitas coisas ao mesmo tempo, na minha vida pessoal e profissional, então sentia muito o peso de tudo”, explica ela. “Mas atuar neste papel mudou meus métodos criativos. Uma das coisas que tornavam [Dickinson] tão brilhante era o fato de escrever absolutamente sobre tudo, não importando se era proibido. Isso lhe fazia se sentir viva. Fiquei tão inspirada que, ao entrar no estúdio, prometi a mim mesma que seria brutalmente honesta e transparente.”
Em 26 de março de 2020, foi relatado que Steinfeld lançaria um projeto de duas partes em 2020, com a primeira sendo lançada em 1º de maio de 2020. Steinfeld anunciou mais tarde em 24 de abril de 2020 que o lançamento da primeira parte do projeto estava sendo adiado para 8 de maio de 2020, devido à necessidade de mais tempo para aperfeiçoá-lo. A primeira parte do projeto foi finalizada naquele mês. Em 27 de abril de 2020, Steinfeld anunciou que a primeira parte do projeto se chamaria Half Writing Story, além de divulgar a capa e a lista de faixas. O EP recebeu o nome de uma letra em "Your Name Hurts" dizendo "somos uma história meio escrita sem fim" e "essa história meio escrita é horror na melhor das hipóteses".
Este projeto é uma coleção de músicas que são tão especiais para mim e estou incrivelmente orgulhosa. Este é o primeiro corpo de trabalho que publiquei desde o meu projeto de estreia em 2015 e mal posso esperar para que todos ouçam essas novas músicas. — Steinfeld sobre o EP.

## Singles
"Wrong Direction" foi lançada como primeiro single do álbum em 1º de janeiro de 2020. Ashley Iasimone, da Billboard, caracterizou a faixa como "uma balada emocional abordando um relacionamento passado". Em 26 de março, "I Love You's" foi lançada com segundo single.

## Música e letras
Musicalmente, Half Written Story é um EP de música pop com letras que discutem angústia e força. O EP contém cinco faixas, na qual resgata as consequências de um rompimento exaustivo e público (com o ex-One Direction Niall Horan), e é repleto de atitudes cruas nas letras ricas e expressivas, um disco tão íntimo sobre separações que qualquer um com experiências parecidas pode se identificar, onde pode-se notar como Steinfeld se recusa a controlar a própria dor. A faixa de abertura "I Love You's", é um pop romântico otimista sobre amor próprio e esperança. Contem samples de "No More I Love You's", de Annie Lennox, a produção da música consiste em sintetizadores "floaty" e batidas "peppy". "Your Name Hurts" é uma faixa retro de R&B que, segundo Steinfeld, é sobre quando "o nome de uma pessoa pode passar de [fazer] seu coração pular uma batida para algo que faz você se sentir enjoado". "End This (L.O.V.E.)" é um "lamento de chave secundária", onde Steinfeld foi inspirado por "S.L.U.T." de Bea Miller para fazer uma música com uma abreviação que tenha um significado invertido. A música mostra a melodia de "L-O-V-E" de Nat King Cole e vê Steinfeld cantando mais baixo. "Man Up" é uma música pop-rap influenciada pelo hip-hop que "se transforma em um retrato incrivelmente confuso das consequências do amor". O coprodutor D’Mile enfeita o refrão contundente com sons de bebês chorando. A faixa de encerramento e o primeiro single, "Wrong Direction" é uma balada de piano emocionante e emocionante que aborda um relacionamento passado. A cantora desafia o ego, a personalidade e as táticas enganosas do ex: “Olhando para trás, eu provavelmente deveria saber/Mas só queria acreditar que você estava dormindo fora sozinho”, canta ela.

## Recepção critica
Half Written Story recebeu críticas mistas dos críticos. Chris DeVille do Stereogum elogiou a melhora do EP na música de Steinfeld, afirmando que "Half Written Story apresenta uma visão um pouco mais completa da cantora Steinfeld" e "juntos [Koz] e Steinfeld construíram uma coleção que, se não exatamente cheia de idiossincrasias, transmite mais charme e atrevimento que caracterizam seu trabalho na tela". Steve Baltin, da Forbes, chamou o EP de "estelar" e também escreveu "Quando você a ouve intimamente, sua atitude no pop alegre, a produção e a paixão que ela traz para as cinco primeiras canções, fica claro que seu amor pela música é genuíno". Natalie Weiner, da Variety, criticou a escolha das músicas do EP ao escrever "O desejo de fazer um banger mais carnudo está claramente lá, dado há quanto tempo ela está nisso e o tipo de material que ela escolhe; ela tem a voz e o nível básico de sabor. É difícil imaginar, porém, que qualquer uma dessas canções fará dela uma força reconhecível no pop". Jason Lipshutz, da Billboard, também criticou a escolha de canções do EP por escrever "nenhuma das canções soa como um grampo infalível de rádio", mas também elogiou a escrita do EP "as cinco novas canções são as mais experimentais e pessoais da carreira de Steinfeld." Escrevendo para o i-D, Douglas Greenwood chamou o EP de um "melhor" e também disse que é uma "mini-coleção extremamente honesta de canções pop adequadas." Mathias Rosenzweig da V chamou-o de "um corpo de trabalho cru e emotivo para a estrela". Katrina Rees do CelebMix deu uma crítica favorável escrevendo "Half Written Story é uma oferta coesa que mostra o crescimento de Hailee como artista" e "Hailee entregou um EP impressionante, que exibe confiança e vulnerabilidade em igual medida."

## Lista de faixas
Lista de faixas adaptadas do Apple Music.
| N.º | Título                | Compositor(es)                                                                            | Produtor(es) | Duração |  |
| 1.  | "I Love You's"        | Jessica Ahombar Sarah Griffiths David Stewart David Freeman Joseph Hughes                 | Stewart      | 3:36    |  |
| 2.  | "Your Name Hurts"     | Hailee Steinfeld Elizabeth Lowell Boland Janee Bennett Caroline Pennell Stephen Kozmeniuk | Koz          | 3:42    |  |
| 3.  | "End This (L.O.V.E.)" | Steinfeld Boland Trey Campbell Kozmeniuk Bert Kaempfert Milt Gabler                       | Koz The 23rd | 3:03    |  |
| 4.  | "Man Up"              | Steinfeld Boland Kennedi Lykken Brett McLaughlin Dernst Emile                             | D'Mile       | 2:48    |  |
| 5.  | "Wrong Direction"     | Steinfeld Boland Skyler Stonestreet Kozmeniuk                                             | Koz          | 4:08    |  |

Notas
- "I Love You's" contém samples de "No More I Love You's" de Annie Lennox, escrita por Joseph Hughes and David Freeman.[20]
- "End This (L.O.V.E.)" contém samples de "L-O-V-E" de Nat King Cole, escrita por Bert Kaempfert e Milt Gabler.[1]

## Créditos e pessoal
Créditos adaptados do Tidal, Instagram, e Universal Music Canadá.
| Intérpretes e vocais - Hailee Steinfeld - artista principal, vocais (todas as faixas) - Elizabeth Lowell Boland - vocais de apoio (faixas 2-5), piano (faixa 5) - Todd Clark - vocais de apoio {{small\|(faixa 5) - Caroline Pennell - vocais de apoio (faixa 2) | - Skyler Stonestreet - vocais de apoio (faixa 5) - Koz - bateria (faixa 2), sintetizador de baixo (faixa 5) - Hrag Sanbalian - sintetizador (faixa 2) |

| Técnico - Koz - produção executiva, produtor, programação (faixas 2-5) - David Stewart - produção, programação (faixa 1) - D'Mile - produção, programação (faixa 4) - The 23rd - produção, programação (faixa 3) - John Hanes - engenharia, pessoal do estúdio (faixa 1) - Matt Snell - assistente de engenharia de gravação, equipe de estúdio (faixa 5) - Phil Hotz - assistente de engenharia de gravação, equipe de estúdio (faixa 5) | - Drew Jurecka - arranjo de cordas (faixa 5) - Serban Ghenea - mixagem, equipe de estúdio (faixa 1) - Matty Green - mixagem, pessoal do estúdio (faixa 2) - Josh Gudwin - mixagem, pessoal do estúdio (faixa 5) - Jamie Snell - mixagem, pessoal do estúdio (faixas 3-4) - Ewan Vickery - assistente de mixagem, equipe de estúdio (faixas 3-4) - Randy Merrill - masterização, pessoal do estúdio (faixa 1) |

Projeto
- Allison Snyder — direção criativa
- Julie Vastola — direção criativa
- Juan Manuel Villarreal — design
- Danna Galeano — animação
- Katia Temkin — animação

## Desempenho nas tabelas musicas

### Posições
| Tabela musical (2020)                | Melhor posição |
| ------------------------------------ | -------------- |
| Estados Unidos (Heatseekers Albums)  | 3              |
| Estados Unidos (Current Album Sales) | 63             |
| Reino Unido (UK Download Albums)     | 97             |

## Históricos de lançamentos
| País   | Data              | Formato(s)                 | Gravadora | Ref.         |
| ------ | ----------------- | -------------------------- | --------- | ------------ |
| Vários | 8 de maio de 2020 | Download digital streaming | Republic  | [ 1 ] [ 32 ] |